# 竇加隕坑
竇加（英語：Degas）是水星上的一個有輻射紋的撞擊坑，位置在經度127度，緯度37.5度，質徑寬45公里 (27英里)，名字源自愛德加·竇加。輻射紋是由撞擊坑形成時被拋出的物質組成的，有輕微的色彩。輻射紋覆蓋著比竇加隕坑更早的隕坑，年輕的隕坑則疊加在輻射紋上。
隕坑底部的裂縫是撞擊熔體池冷卻時收縮造成的。在障壁和隕坑中央的高反射率的物質可能有著與坑底和周圍環境不同性質的成分。照明的條件和受侵蝕物質下滑而曝露出的新鮮岩石都會使外觀變得明亮。

## 參考資料

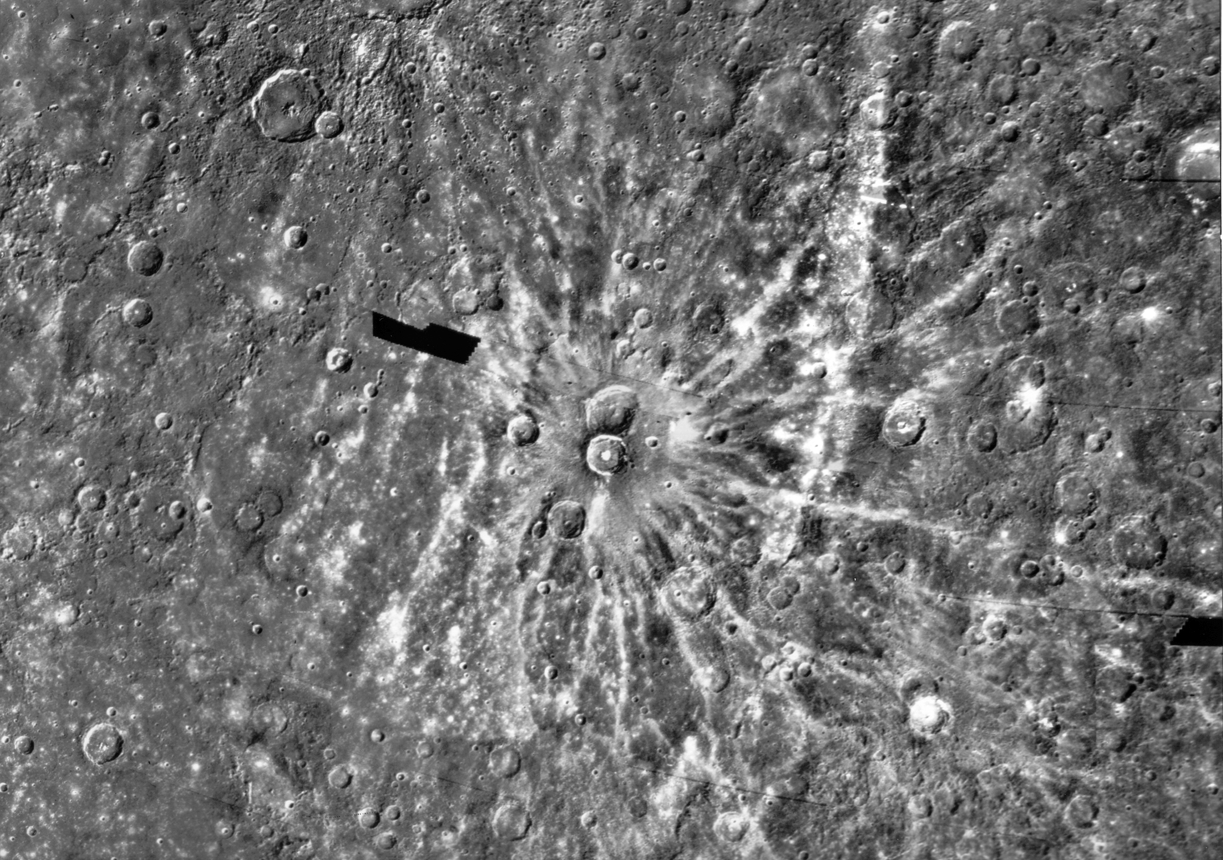
水手10號在1974年拍攝的竇加隕坑和輻射線